# モバイル決済
モバイル決済（モバイルけっさい、英: Mobile payment、スマートフォン決済、スマホ決済）とは、一般にスマホなどの携帯機器（モバイルデバイス）を介して実行され、金融上の規制の下で運営される決済サービスを指す。

## 概要
消費者（ユーザー）は、現金や小切手、またはクレジットカードなどで支払う代わりに、スマホなどの携帯機器を使用してさまざまなサービスや商品の支払いを行う。現金を使用しないキャッシュレスという概念には長い歴史があるが、このようなシステムをサポートする技術が広く利用できるようになったのは21世紀になってからである。 
現在、モバイル決済は世界中で採用されているが、その方法は様々である。なお、「モバイル決済システム」を主題にした最初の特許は、2000年に出願されている。
Financial Accessの2009年のレポートによると、世界の成人人口の50％が銀行口座を持っていないと推定されており、発展途上国ではそういった人口に金融サービスを拡張する手段としてモバイル決済が積極的に導入されており、モバイル決済は特にマイクロペイメント（少額決済）の分野でよく用いられている。
欧州決済評議会（EPC）によると、モバイル決済は、新たな成長機会を実現するために、決済サービスプロバイダーやその他の市場参加者にとって重要な手段となっており、「新しいテクノロジーは、運用効率を直接改善し、最終的にはコスト削減と取引量の増加をもたらす」としている。
加盟店側から見ても、モバイル決済端末の使い勝手は重要である。日本の中小店舗経営者を対象とした調査では、モバイル決済端末の操作性について約76%が「直感的で扱いやすい」と評価しており、端末導入によるオペレーション負担は比較的小さいことが示唆された。 

## 様々な要素
モバイル決済には以下のような種々の要素を組み合わせた様々な形が存在する。
- カードベースの支払い
- キャリア課金
- モバイルウォレット
- 非接触型決済NFC（近距離無線通信）

サービス提供事業者としては、金融機関やクレジットカード会社、Googleなどのインターネット会社、モバイルネットワーク事業者などの多くのモバイル通信会社、オレンジのw-HAなどの主要な通信インフラストラクチャやエリクソンなどのスマートフォン多国籍企業 、といった様々な主体がモバイル決済サービスを提供している。

### クレジットカード・デビットカード・プリペイドカード
シンプルなモバイル決済は、クレジットカード決済フローをモバイルに流用したものである。ただ、一々ユーザーに携帯機器上でクレジットカード情報を入力させるプロセスはコンバージョン率を下げるものとされている。

### キャリア請求
オンラインゲームやショッピングサイトでの利用時などに、モバイル請求オプションを使用して支払いを行う。これは、携帯電話番号とワンタイムパスワードや2段階認証などを使用し、携帯電話の利用料金に加算されて請求されるものである。これは、クレジットカードやデビットカードはもとより、ペイパルなどのオンライン決済すら必要とせず、銀行やクレジットカード会社を完全にバイパスする方法であり、アジアの一部の地域でオンラインで購入されたすべてのデジタルコンテンツの70％は、この直接モバイル請求方式を使用しているという。

### モバイル・デジタルウォレット
(デジタルウォレット英語版記事参照)
モバイルウォレットは、クレジットカードやデビットカード、プリペイドカードなどの情報を紐づけて、支払い、及び支払い情報の管理をする携帯向けアプリでデジタルウォレットの一種。特筆すべきモバイルウォレットは次のとおり。
- Alipay
- Apple Pay
- Google Pay
- Gyft (en:First_Data#Gyft)
- LG Pay (en:LG_Pay)
- LINE Pay
- Kakao Pay
- Samsung Pay
- Venmo (en:Venmo)
- WeChat Pay
- Touch 'n Go eWallet (en:Touch_'n_Go_eWallet)
- PhonePe (en:PhonePe)
- Amazon Pay

なお、元々はApple PayやGoogle Payのように、クレジットカードやデビットカード、プリペイドカードなどの情報を紐づけるだけのものであったが、最近は、各銀行と提携して銀行口座そのものと直接繋げたり、独自のプリペイド型の電子決済サービスを提供するタイプのアプリも混在している。

### 非接触近距離無線通信
近距離無線通信（NFC）は、主に実店舗や宅配サービスでの購入の支払いに使用される。スマートカード（ICカード）と同様に、ICチップを搭載した携帯機器を使用して読み取り機に近づけて支払いを行う。基本的に別途の認証は必要としないことが多い。支払いはプリペイドカードなどから差し引かれるか、キャリアまたは銀行口座に直接請求される。
NFCを介したモバイル決済方法は、対応インフラや、利害関係の複雑なエコシステム（囲い込み経済圏）、標準の欠如、といった幅広い普及に対する妨げとなる重大な課題に直面している。

### QRコード決済
QRコードは1994年から使用されている正方形の2Dバーコードである。もともと倉庫内の製品を追跡するために使用されていたQRコードは、従来の（1Dバーコード）を置き換えるように設計された。主な利用方法は以下の通り。
- 支払いを行う人の携帯機器に表示され、POSまたは支払い先の別の携帯機器によってスキャンされる。
- 1回限り生成された方法で受取人によって提示され、支払いを実行する人によってスキャンさる。

### 銀行振込システム
代表的なものとして、スウェーデンのSwishというシステムがあげられる。2012年に大手各銀行が共同で設立し、2017年には人口の66％がしており大成功を収めている。また、デンマークのMobilePayとノルウェーのVippsもそれぞれの国で人気があるものとなっている。直接および即時の銀行振込を実現しており、参加銀行を利用していないユーザーには、クレジットカードによる請求も並行して使用されている。
インドでは、Unified Payments Interfaceと呼ばれる新しい直接銀行振込システムが登場し、このシステムにより、ユーザーは自分の銀行口座から直接、リアルタイムで他のユーザーや企業に送金することができる。これはインドで徐々に非常に人気のあるサービスになりつつあり、2018年10月のように約100億ドル相当の毎月の支払いを処理している。